# Mick Rogers
Mick Rogers, geboren als Michael Oldroyd (Dovercourt, Essex, 20 september 1946) is een Britse muzikant die vooral bekend werd als zanger, sologitarist en medeoprichter van Manfred Mann’s Earth Band.

## Biografie
Micks vader was een drummer en zijn oom een basgitarist. Mick speelde eerst de contrabas, maar schakelde later over naar de gitaar. Hij speelde in de jaren zestig onder meer met Adam Faith, Gene Pitney en de progressieve rockband Procession, In 1969 vormde hij het bluestrio Bulldog. In 1971 richtte Mick Rogers samen met toetsenspeler Manfred Mann, drummer Chris Slade en bassist Colin Pattenden Manfred Mann’s Earth Band op. In de loop der jaren hebben binnen die band een groot aantal bezettingswisselingen plaatsgevonden. Mick Rogers verliet de band in 1975 wegens muzikale meningsverschillen met de overige bandleden.
Kort nadat Rogers de band verliet en vervangen werd door de nieuwe zanger/gitarist Chris Thompson, behaalde de band haar grootste succes met het nummer Blinded by the light, dat is geschreven door Bruce Springsteen. Nadat Mick Rogers de Earth Band verliet, speelde hij onder meer met Mike Hugg, Dave Greenslade, Simon Phillips, Tony Reeves, Colosseum II, Jack Lancaster, The Dave Kelly Band en Joan Armatrading.
In 1983 nam Rogers de plaats in van zanger/gitarist Steve Waller, maar vanwege het afnemende succes van de band besloot bandleider Manfred Mann in 1988 om de band op te heffen. In 1991 werd besloten om de band nieuw leven in te blazen, waarbij Mick Rogers ook weer mee ging doen. De band geeft tot op heden (in wisselende samenstelling) vooral optredens in Groot-Brittannië, Duitsland en Scandinavië.
Mick Rogers heeft vier solo-albums uitgebracht: Back to earth, Father of day, Sarabang en Mojo For You. In 2001 heeft hij met The Moon Orchestra een maxi cd opgenomen, getiteld Bible in his hand.

## Discografie

### met Procession
- Live at Sebastian's (1968)
- Procession (1968)

### met Manfred Mann’s Earth Band
- Manfred Mann's Earth Band (1972)
- Glorified magnified (1972)
- Messin’ (1973)
- Solar Fire (1973)
- The good earth (1974)
- Nightingales & bombe rs (1975)
- Manfred Mann's Earth Band with Chris Thompson • Criminal Tango (1986)
- Masque songs and planets (1987)
- Soft Vengeance (1996)
- Mann Alive (1998)
- Manfred Mann '06 with Manfred Mann's Earth Band • (2006)

### met Aviator
- Aviator (1979)
- Turbulence (1980)

### met The Moon Orchestra
- Bible in his hand (2001)

### Soloalbums
- Back To Earth (2002)
- Father Of Day (2003)
- Sharabang (2013)
- Mojo for You (2019)

- Library of Congress Control Number: no98012127
- Nationale Bibliotheek van Tsjechië: xx0249782
- Virtual International Authority File: 36529144
- WorldCat: E39PBJp9xxCwjdvfJ6vvJvCCwC